# Займище (Клинцы)
За́ймище — село (с 1975 до 2004 года — посёлок городского типа) в составе городского округа «Город Клинцы» Брянской области.

## География
Примыкает к южной окраине города Клинцы.

## История
Упоминается со второй половины XVIII века как деревня, владение графа Румянцева (казачьего населения не имела). К середине XIX века — владение Голицыной.
До 1781 года входила в Новоместскую сотню Стародубского полка. С 1782 по 1921 в Суражском уезде (с 1861 — в составе Тулуковской, Рожновской волости), в 1921—1929 в Клинцовском уезде (Рожновская, с 1924 — Клинцовская волость), с 1929 в Клинцовском районе. С 1930-х гг. по 1960 в Синьковском сельсовете (с 1956 — его центр), в 1960—1975 — центр Займищенского сельсовета, в 1975—1976 — центр Займищенского поссовета.
В 1974 году к Займищу присоединены посёлки Октябрьский (до 1964 года — посёлок Сельхозтехника) и кирпичного завода имени Халтурина; в 1975 — деревня Синьковка; не позднее середины 1990-х — посёлок Ивановка (после передачи в 1991 году Ардонского поссовета в подчинение Клинцовского горсовета); ранее, в 1976 году, к посёлку Ивановка был присоединён хутор Скачок Ардонского сельсовета (нынешний переулок Калинина). С 1975 по 2004 год Займище являлось посёлком городского типа, позднее именуется селом.
С 1976 года в подчинении Клинцовского горсовета, а после муниципальной реформы — в составе Клинцовского городского округа.

## Население
| 1979 | 1989  | 2002  | 2010  | 2013  | 2021  |
| ---- | ----- | ----- | ----- | ----- | ----- |
| 4291 | ↗4337 | ↗5042 | ↗5297 | ↘5226 | ↘5026 |

## Религия
Несмотря на статус села, своего храма в Займище прежде не было. Лишь в 2013 году принято решение о строительстве церкви.